# Pseudocrossidium leucocalyx
Pseudocrossidium leucocalyx är en bladmossart som beskrevs av Thériot 1921. Pseudocrossidium leucocalyx ingår i släktet rullmossor, och familjen Pottiaceae. Inga underarter finns listade i Catalogue of Life.